# Internationaler Kunstpreis des Landes Vorarlberg
Der Internationale Kunstpreis des Landes Vorarlberg wird seit 1985 an einen Künstler für sein bisheriges Lebenswerk vergeben.
Mit dem Preis werden alle zwei Jahre Künstler aus Vorarlberg und den benachbarten Gebieten der Schweiz und Deutschlands ausgezeichnet. Bis 2015 war er mit 7500 Euro dotiert, seit 2017 beträgt das Preisgeld 10.000 Euro.

## Preisträger
- 1985 – Bildhauer Max Oertli
- 1987 – Bildhauer Herbert Albrecht
- 1989 – Maler Dieter Krieg
- 1991 – Architekt Hans Purin für die Vorarlberger Baukünstler
- 1993 – Maler Richard Bösch
- 1995 – Aktionskünstler Roman Signer
- 1997 – Malerin und Zeichnerin Romane Holderried Kaesdorf
- 1999 – Bildhauer Gottfried Bechtold
- 2001 – Videokünstlerin Ruth Schnell
- 2003 – Medienkünstler Rainer Ganahl
- 2005 – Konzeptkünstler Christoph Rütimann
- 2007 – Künstlerduo Andres Lutz und Anders Guggisberg[4]
- 2009 – Künstlerin Swetlana Heger[5]
- 2011 – Malerin Rachel Lumsden[6]
- 2013 – Bildender Künstler und Literat Ingo Springenschmid[7]
- 2015 – Maria Anwander[8]
- 2017 – Loredana Sperini[3]
- 2019 – Tomi Scheiderbauer[9]